# لوران روبنسون
لوران روبنسون (بالإنجليزية: Laurent Robinson)‏ هو لاعب كرة قدم أمريكية أمريكي، ولد في 20 مايو 1985 في Fort Lewis (Washington) ‏ في الولايات المتحدة.

## وصلات خارجية
- لوران روبنسون على موقع مرجع كرة القدم المحترفة.كوم (الإنجليزية)